# Димитър Самарински (светец)
 Тази статия е за светеца.  За художника вижте Димитър Самарински (зограф).  
Димитър (на гръцки: Άγιος Δημήτριος) е гръцки светец, новомъченик от началото на XIX век.

## Биография
Житието на Димитър е разказано от френския консул и пътешественик Франсоа Пуквил (1770 - 1838), който е свидетел на мъченическата смърт на Димитър, в книгата му „История на гръцкото възраждане“ (Histoire de la régénération des Grecs, 1824). Димитър е роден в края на XVIII век в пиндското влашко село Самарина, тогава в Османската империя, днес в Гърция. Млад се замонашва в манастира „Света Параскева“. След потушаването на въстанието в Пинд на отец Евтимиос Влахавас от Али паша Янински в 1808 година, Димитър обикаля пиндските села, за да успокоява население. Заподозрян, че проповядва бунт, е арестуван и изправен пред Али паша в Янина. Димитър отхвърля подигравките на мюсюлманския владетел за иконата на Света Богородица, която носи на гърдите си и Али паша заповядва да бъде мъчен, за да се види дали тя ще го защити. След 10 дни различни мъчения Димитър умира на 17 август 1808 година.
Пуквил разказва, че мъченичеството на Димитър вдъхновило един мюсюлманин да приеме християнството под името Георги и след мъчения той бил убит в Агринио.
Димитър е канонизиран от Светия синод на Църквата на Гърция. Паметта му се тачи на 17 август, а от Гревенската митрополия на 18 август.